# Christisonia bicolor
Christisonia bicolor är en snyltrotsväxtart som beskrevs av Gardn.. Christisonia bicolor ingår i släktet Christisonia och familjen snyltrotsväxter. Inga underarter finns listade i Catalogue of Life.